# Stigmella kao
Stigmella kao là một loài bướm đêm thuộc họ Nepticulidae. Nó là loài duy nhất được tìm thấy ở Vân Nam.
Sải cánh dài 6.0-6.7 mm. Larvae have been được tìm thấy ở tháng 10, con lớn bay vào tháng 11.
Ấu trùng ăn Castanopsis orthocantha. Chúng ăn lá nơi chúng làm tổ. Kén của loài này giống với kén của một số loài Ectoedemia, như Ectoedemia intimella.